# 娜娜·穆斯库莉
娜娜·穆斯库莉（希臘語：Nάνα Μούσχουρη，1934年10月13日—），希腊歌手，国际流行音乐歌星，1960年代成名，80年代走红全球。据称唱过1000多首畅销歌曲，用多种语言灌製过唱片，创下300个百万唱片发行记录。被誉为 "希腊國寶"“雅典的白玫瑰”（这也是她曾演唱的一首畅销歌曲的歌名。）
娜娜15岁进入雅典音乐学院开始了她的音乐学习。在那里她学习了8年声乐、钢琴和和声。同时她自己对爵士也产生浓厚兴趣，并登台演出。音乐学院对此不满，让她没有拿到毕业证书就离开学校。1958年她参加了雅典的一个爵士音乐俱乐部，不久又认识了作曲家Manos Hadjidakis，他写的曲子对她成名有很大的帮助。自1958年她在雅典录制第一首歌曲以来，数十年她演唱和录制了1550首歌曲，其中包括用多种外国语言演唱的歌曲，有法语、德语、英语、西班牙语、意大利语，甚至还有華語、荷兰语、葡萄牙语、日语、俄语、瓦隆语和希伯来语。她的特色形象包装是黑色长髮和黑边方框眼镜。这种打扮在当时还十分罕见。